# تارا دي فريس
تارا دي فريس (بالتركية: Tara De Vries)‏ هي عارضة تركية، ولدت في 6 أكتوبر 1999.